# Galeria d'Art Guildhall
La Galeria d'Art Guildhall (Guildhall Art Gallery) acull una col·lecció d'art de la ciutat de Londres, Anglaterra. El museu es troba a la zona de Moorgate de la ciutat de Londres. Es tracta d'un edifici de pedra d'estil semi gòtic destinat a empatitzar amb l'històric Guildhall, que és adjacent i al qual està connectat internament.

## Història
La City of London Corporation havia encarregat i recollit retrats des de 1670, originalment per a penjar en el Guildhall. En els segles XIX i XX, les col·leccions d'art de la Corporació van créixer a través de regals i concursos per a incloure pintures d'història i altres gèneres d'art.
La primera galeria construïda per a mostrar la col·lecció es va completar el 1885. Aquest edifici va ser destruït amb The Blitz el 1941, resultant la pèrdua de 164 pintures, dibuixos, aquarel·les i estampats, i 20 escultures. No va ser fins a 1985 que la City of London Corporation va decidir tornar a desenvolupar el lloc i construir una nova galeria. L'edifici va ser dissenyat en un estil postmodern per l'arquitecte britànic Richard Gilbert Scott. La nova instal·lació, que tenia per objecte albergar una col·lecció d'aproximadament 4.000 articles, es va completar el 1999.
La peça central de la col·lecció, l'enorme quadre de John Singleton Copley que representa La derrota de les bateries flotants a Gibraltar, es va col·locar en una posició destacada al vestíbul d'entrada de la galeria.
Vivien Knight va ser la cap de la Galeria, des de 1983 fins a la seva mort el 2009.

## Amfiteatre

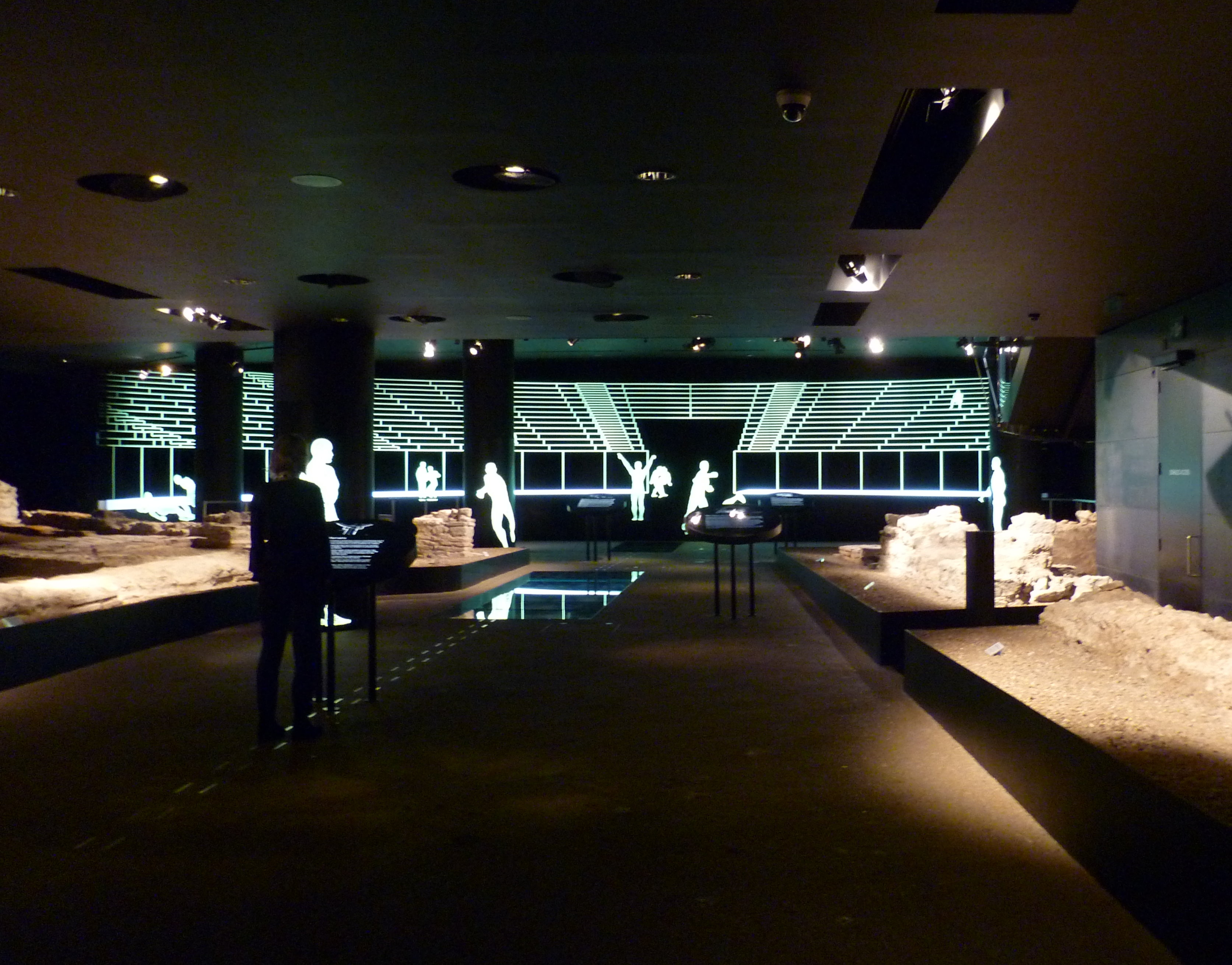
L'amfiteatre romà sota la galeria d'art Guildhall

El complex Guildhall va ser construït al lloc de l'amfiteatre romà de Londres, i algunes de les restes d'aquest es mostren in situ en una habitació al soterrani de la galeria d'art.
- Alfred Temple, primer director de la galeria original
- Estàtua de Margaret Thatcher, Guildhall Art Gallery